# تذکرةالشعرا
از کتب مرجع و تذکره‌های مهم به زبان پارسی تذکره‌ای است که دولتشاه سمرقندی تألیف کرده‌است. تذکرة الشعراء دومین تذکره از نوع خود پس از لباب الالباب عوفی در تاریخ ادب فارسی است، که در خلال شرح احوال شاعران، پادشاهان و پیران، افسانه‌هایی دیده می‌شود که دولتشاه آن‌ها را به تناسب در کتاب خود درج کرده‌است. از نمونه‌های بارز این افسانه‌ها می‌توان به حکایاتی دربارهٔ فردوسی، ناصرخسرو، نظامی، خیام، عطار، سعدی، عبید زاکانی و حافظ اشاره کرد.
مجموع اظهارنظرهای دولتشاه دربارهٔ سروده‌های شاعران نشان می‌دهد که او به ظرائف و دقایق و صنایع شعری، وقوف کامل داشته‌است؛ چنان‌که اشاره به بسیاری از صنایع بدیعی یا استفاده از اصطلاحاتی چون «متانت»، «نازک سخن»، «ملایم‌گوی و متین‌سخن»، «سخن صاف و روان» و «غزل مطبوع»، حاکی از داوری وی دربارهٔ سروده‌های شاعران است.

## نمونه‌ای از حکایات کتاب
«عبدالله بن عامر به روزگار خلفای عباسی، امیر خراسان بود. روزی در نیشابور (به مسند) نشسته بود. شخصی کتابی آورد و به تحفه پیش او بنهاد. (امیر) پرسید: این چه کتاب است؟ (مرد) گفت: این قصه وامق و عذرا است و خوب حکایتی است که حکما بنام شاه انوشیروان جمع کرده‌اند. امیر فرمود: ما مردم، قرآن خوانیم و به غیر از قرآن و حدیث پیغمبر چیزی نمی‌خوانیم و ما را از این نوع کتاب، در کار نیست. این کتاب، تألیف مُغان (زرتشتی‌ها) است و پیش ما مردود است. (پس فرمود) تا آن کتاب را در آب انداختند و حکم کرد که در قلمرو او به هر جا از تصانیف عجم و مغان کتابی باشد جمله را بسوزانند».